# ايفون رومان
ايفون رومان (بالإنجليزية: Yvonne Romain)‏ هي ممثلة بريطانية، ولدت في 17 فبراير 1938 بلندن في المملكة المتحدة.

## وصلات خارجية
- ايفون رومان على موقع IMDb (الإنجليزية)
- ايفون رومان على موقع ألو سيني (الفرنسية)
- ايفون رومان على موقع أول موفي (الإنجليزية)
- ايفون رومان على موقع قاعدة بيانات الأفلام السويدية (السويدية)
- ايفون رومان على موقع قاعدة بيانات الفيلم (الإنجليزية)
- ايفون رومان على موقع كينوبويسك (الروسية)